# Bataille de Cardedeu
Guerre d'indépendance espagnole
Batailles
- Durango (10-1808)
- Balmaseda (11-1808)
- Burgos (11-1808)
- Roses (11-1808)
- Espinosa (11-1808)
- Tudela (11-1808)
- Bubierca (11-1808)
- Somosierra (11-1808)
- Cardedeu (12-1808)
- Saragosse (12-1808)
- 1re Molins de Rei (12-1808)
- Sahagún (12-1808)
- Benavente (12-1808)
- Mansilla (12-1808)
- Castelló d'Empúries (01-1809)
- Cacabelos (01-1809)
- Lugo (01-1809)
- Zamora (01-1809)
- Astorga (01-1809)
- La Corogne (01-1809)

La bataille de Cardedeu se déroule le 16 décembre 1808 à Cardedeu en Espagne, dans le cadre de la guerre d'indépendance espagnole. Elle oppose un corps d'armée franco-italien sous le commandement du général Laurent de Gouvion-Saint-Cyr aux troupes espagnoles commandées par les généraux Juan Miguel de Vives y Feliu et Théodore de Reding de Biberegg. Saint-Cyr remporte la victoire en formant ses troupes en colonnes d'attaque massives qui parviennent à briser les lignes espagnoles. 
À la fin de l'année 1808, un contingent français sous les ordres du général Guillaume Philibert Duhesme est assiégé dans Barcelone par les 24 000 soldats espagnols de Vives. Depuis la France, Gouvion-Saint-Cyr marche au secours de Duhesme à la tête d'un corps franco-italien de 23 000 hommes. Le commandant français obtient d'abord la capitulation de la ville de Roses mais, face à la forteresse de Gérone qui a par deux fois résisté aux forces impériales, Saint-Cyr opte pour une stratégie risquée. Se délestant de son artillerie et du gros de son train d'approvisionnement, il contourne Gérone par les montagnes avec 16 500 hommes et se dirige sur Barcelone. 
L'arrivée de Saint-Cyr surprend complètement Vives qui n'a que 9 000 hommes à lui opposer. Pour pallier son infériorité numérique, le général espagnol positionne ses troupes en hauteur, mais la progression des colonnes françaises s'avère irrésistible ; après avoir subi de lourdes pertes, les Espagnols se retirent, permettant à Saint-Cyr de soulager Barcelone dans la foulée.

## Contexte

### Entrée des Français en Espagne et échec initiaux
Dans le cadre du plan de Napoléon visant à s'emparer du royaume d'Espagne par un coup de force, Barcelone est l'un des principaux points stratégiques à être occupés par les Français dès le mois de février 1808. Ces derniers s'emparent également par traîtrise de Saint-Sébastien, Pampelune et Figueras. La défiance des Espagnols envers les intentions françaises est telle qu'elle débouche sur une insurrection contre les occupants à Madrid lors du soulèvement du Dos de Mayo, le 2 mai 1808.

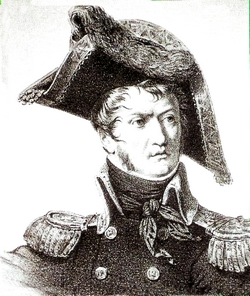
Le général de division Guillaume Philibert Duhesme.

Au début de l'été 1808, un corps français de 12 710 hommes, sous les ordres du général de division Guillaume Philibert Duhesme, arrive à Barcelone. Il comprend deux divisions d'infanterie, à savoir la 1re division du général Joseph Chabran, forte de 6 050 soldats en huit bataillons, et la 2e division du général Giuseppe Lechi, pourvue de 4 600 hommes en six bataillons. À ce total s'ajoutent 1 700 cavaliers répartis en neuf escadrons, sous le commandement des généraux de brigade Bertrand Bessières et François Xavier de Schwarz, et 360 artilleurs. Cette force de taille modeste doit, sur le papier, accomplir trois objectifs : réprimer l'insurrection en Catalogne, aider le maréchal Moncey à prendre Valence et conserver Barcelone ; toutefois, compte tenu de l'intensité de la rébellion, ces ordres se révèlent très vite inexécutables.
De fait, les premières opérations ne tournent pas à l'avantage des Français. Chabran et Schwarz sont défaits à la bataille de El Bruc au mois de juin tandis que Duhesme est repoussé à l'issue du premier siège de Gérone un peu plus tard dans le mois. Ayant reçu l'appui de la division « provisoire » du général Honoré Charles Reille, Duhesme se présente une nouvelle fois sous les murs de Gérone le 24 juillet. Ce second siège se solde toutefois par un nouvel échec. Le 16 août, Duhesme abandonne le blocus de la ville et retourne à Barcelone pendant que Reille se replie sur Figueras. Pour ne rien arranger, la nouvelle de la capitulation française à Bailén, le 22 juillet, plonge les troupes impériales dans le désarroi alors que le moral des Espagnols s'en trouve à l'inverse fortement stimulé. Après s'être frayées un passage à travers les collines, les forces de Duhesme sont de retour à Barcelone le 20 août, non sans avoir abandonné leurs canons en chemin.
Cependant, fraîchement débarquée depuis les îles Baléares, la division régulière espagnole du marquis del Palacio s'avance sur Barcelone. Soutenue par la nombreuse milice catalane, les Espagnols encerclent la ville au début du mois d'août, après s'être emparés le 31 juillet du château de Mongat et de sa garnison de 150 Napolitains avec l'aide de la frégate britannique du capitaine Thomas Cochrane. Bien que la situation soit délicate pour Duhesme et ses hommes, Del Palacio ne montre pas une grande vigueur dans la conduite des opérations, à tel point que ses lignes sont forcées à plusieurs reprises par des colonnes françaises en quête de vivres et d'approvisionnements. Ces raids de la garnison cessent néanmoins à partir du 12 octobre après qu'une colonne italienne ait été sévèrement malmenée à Sant Cugat del Vallès avec une perte de 300 hommes. Del Palacio, jugé trop inerte par la junte catalane, est remplacé le 28 octobre par Juan Miguel de Vives y Feliu en tant que capitaine général. Vétéran de la guerre du Roussillon, ce dernier a notamment commandé l'aile gauche espagnole lors de la bataille du Boulou en 1794. Des escarmouches ont lieu dès le 8 novembre entre les avant-postes français et les troupes de Vives, mais ce dernier prend peu après ses quartiers d'hiver jusqu'à l'arrivée des renforts du général Théodore de Reding de Biberegg. Le 26 novembre, Vives repousse les Français à l'intérieur des murs de Barcelone, leur infligeant une centaine de pertes.

### L'armée espagnole de Catalogne en novembre 1808

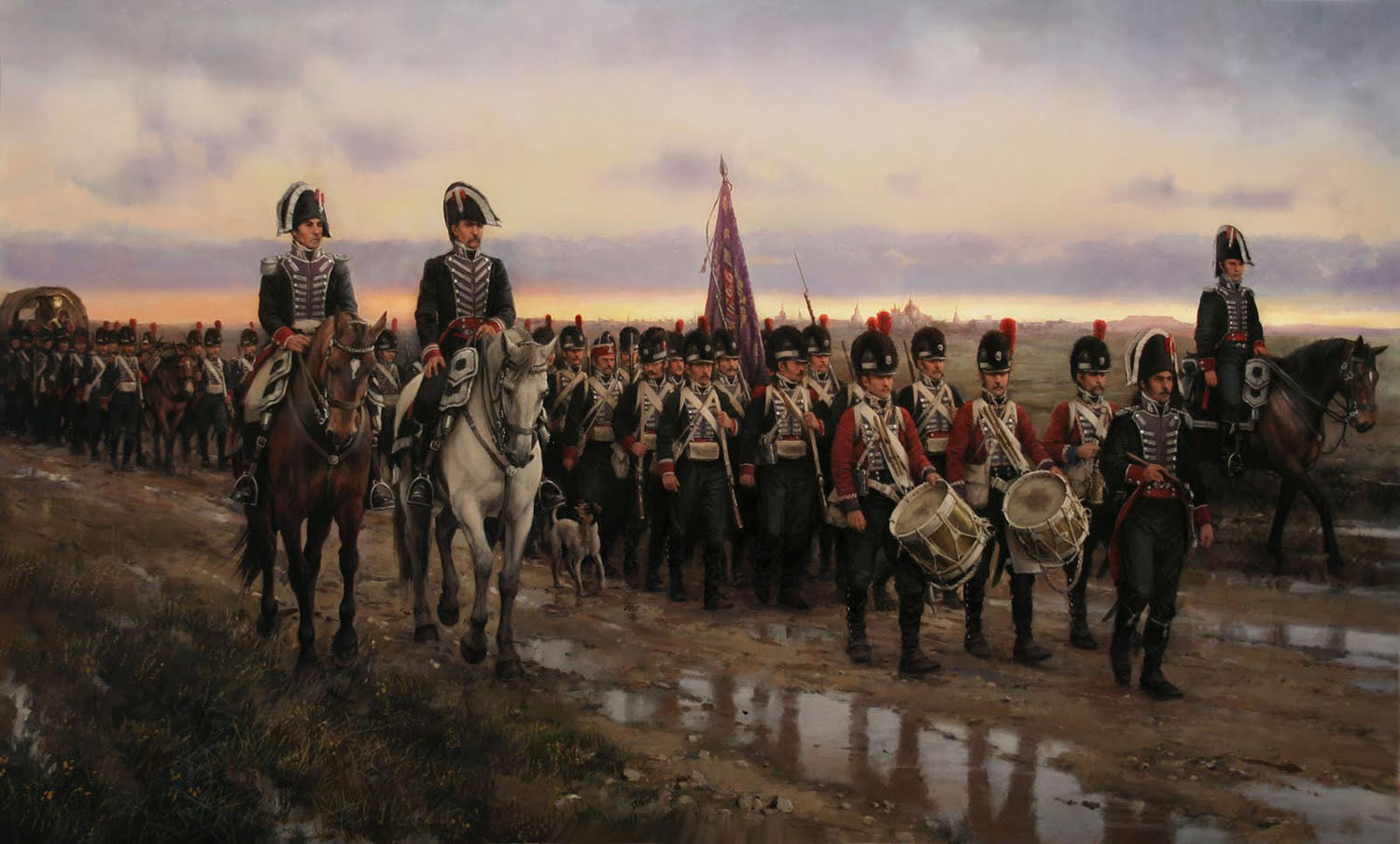
Un détachement de sapeurs espagnols en marche en mai 1808, par Augusto Ferrer-Dalmau.

Selon un rapport du 5 novembre 1808, l'armée de Catalogne sous le commandement de Vives dispose d'un effectif de 20 033 soldats, formant au total cinq divisions et une petite réserve. Le brigadier général Mariano Álvarez de Castro mène la division d'avant-garde, forte de 5 600 hommes. Elle comprend 100 cavaliers volontaires du régiment de hussards San Narciso, les régiments d'infanterie de ligne Ultonia (300 hommes), Borbon (500 hommes) Barcelona no 2 (1 000 hommes), le 1er régiment d'infanterie de ligne suisse Wimpfen (400 hommes), les unités de volontaires Gerona no 1 (900 hommes), Gerona no 2 (400 hommes), Igualada (400 hommes), Cervera (400 hommes), Tarragona no 1 (800 hommes) et Figueras (400 hommes). La 1re division du général conde de Cadalgues compte 4 998 hommes et comprend le régiment de hussards Españoles (220 hommes), le régiment de chasseurs à cheval Catalonia Cazadores (180 hommes), le 2e bataillon du régiment des gardes wallonnes (314 hommes), les régiments d'infanterie de ligne Soria (780 hommes), Borbon (151 hommes), Savoia no 2 (1 734 hommes), le 2e régiment d'infanterie de ligne suisse (270 hommes), l'unité de volontaires Tortosa (984 hommes) et des éléments des régiments d'infanterie de ligne Igualada et Cervera (245 hommes). À cet ensemble s'ajoutent six canons servis par 70 artilleurs et 50 sapeurs du génie. La 2e division, sous les ordres du général Laguna, aligne 2 360 hommes avec les hussards Españoles (200 hommes), les grenadiers de la milice provinciale Vieille Castille (972 hommes) et Nouvelle Castille (924 hommes) à deux bataillons chacun, les volontaires de Saragosse (150 hommes), l'artillerie de 7 canons servie par 84 artilleurs et 30 sapeurs.
Le général La Serna, commandant les 2 458 hommes de la 3e division, dirige les deux bataillons réguliers du régiment de ligne Granada (961 hommes) et les unités de volontaires Tarragona no 2, Arzu (325 hommes) et Sueltas (250 hommes). La 4e division du général Francisco Milans del Bosch se compose de 3 710 volontaires répartis en quatre « tercios » : Lerida no 1 (872 hommes), Vich (976 hommes), Manresa (937 hommes) et Vallès (925 hommes). Les 907 hommes de la réserve sont répartis entre les 80 hussards du régiment Españoles, un détachement de 60 hommes de la garde royale, les unités de grenadiers des régiments Soria (188 hommes) et Wimpfen (169 hommes) et l'escorte du général en chef (340 hommes). Deux divisions en provenance d'Andalousie, conduites par le général Reding, sont également arrivées en renfort. La première de ces divisions aligne 8 200 hommes et est constituée d'un bataillon du régiment suisse de Reding no 2 (1 000 hommes) et de deux bataillons totalisant 1 200 hommes pour chacun des régiments Granada no 1, Baza et Almeria. La deuxième division déploie quant à elle 6 000 hommes et s'articule autour d'un bataillon du régiment Antequera (1 200 hommes) et des régiments Santa Fé (2 400 hommes) et Loxa (2 400 hommes), à deux bataillons chacun. Reding est en outre accompagné de 670 hussards de Grenade et de six pièces d'artillerie servies par 130 canonniers. S'ajoute enfin la 3e division de l'armée espagnole d'Aragon, dirigée par le marquis de Lazán, qui a reçu l'ordre de renforcer Vives le 10 novembre. Cette division se compose de 4 688 soldats avec un peloton du régiment de cavalerie Ferdinand VII Cazadores (22 hommes), les bataillons de volontaires Zaragoza no 1 (638 hommes), Zaragoza no 3 (593 hommes), Ferdinand VII (648 hommes), Daroca (503 hommes), La Reunion (1 286 hommes), la réserve (934 hommes) et 64 artilleurs.

### Gouvion-Saint-Cyr prend le commandement

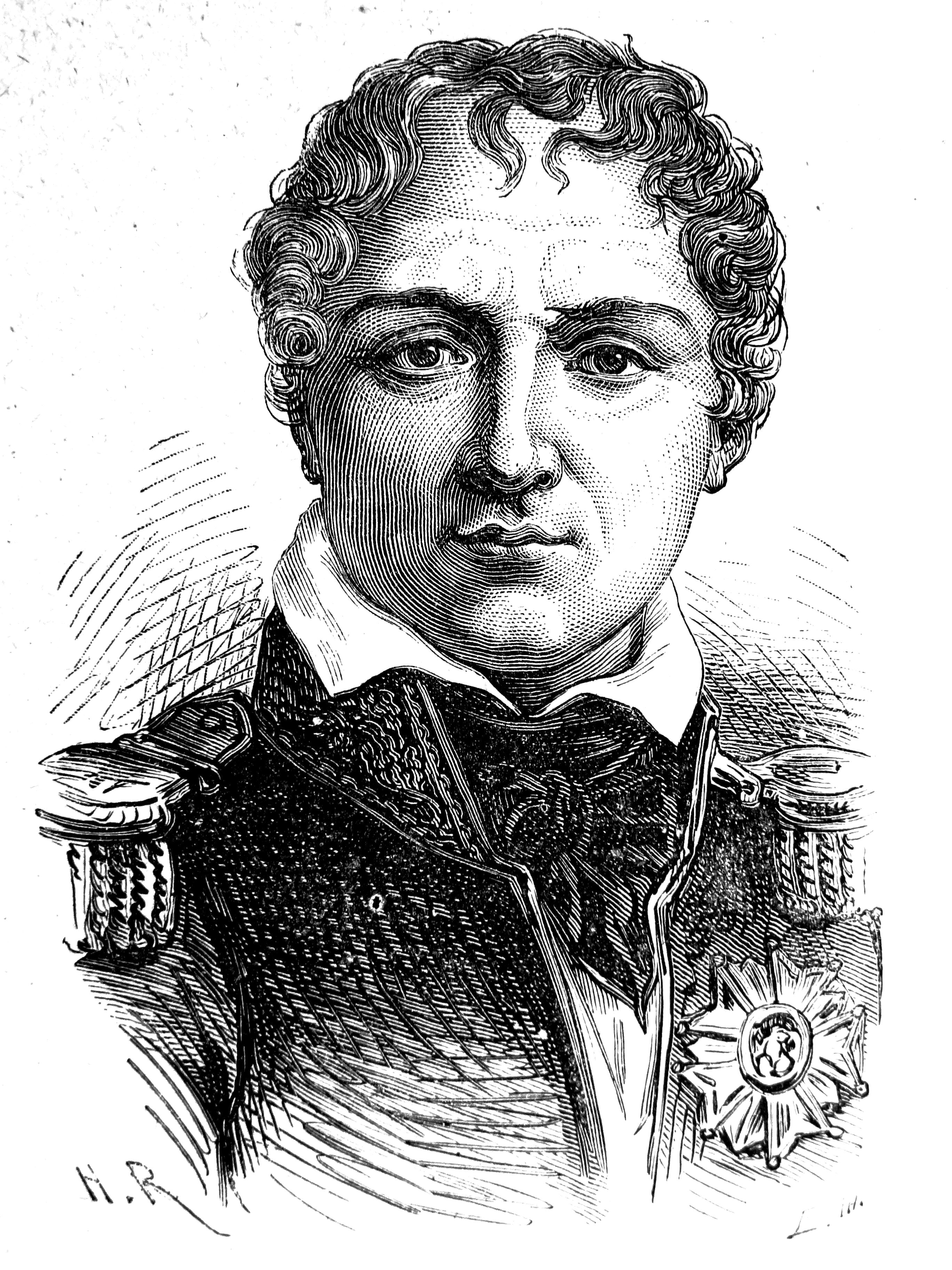
Le général de division Laurent de Gouvion-Saint-Cyr. Remplaçant Duhesme à la tête de l'armée de Catalogne en août 1808, il fait son entrée dans la péninsule trois mois plus tard avec deux divisions d'infanterie.

Le 17 août 1808, après les échecs de l'été, Duhesme est relevé de son commandement par Napoléon et est remplacé par le général de division Laurent de Gouvion-Saint-Cyr. Une semaine avant cette nomination, l'Empereur a ordonné à deux divisions d'élite — celle du général Joseph Souham, composée de dix bataillons de vétérans français, et celle du général Domenico Pino, qui a sous ses ordres les meilleures unités de l'armée du royaume d'Italie — de se mettre en marche depuis l'Italie afin de renforcer le 7e corps en Espagne. À l'inverse, la division du général Honoré Charles Reille, forte de 8 000 soldats, est un assemblage hétéroclite de troupes de piètre valeur militaire, tels que gardes nationaux, gendarmes-conscrits, bataillons de réserve et régiments provisoires. À ces unités s'ajoutent un bataillon suisse, le 113e régiment d'infanterie de ligne « français » (en fait composé d'Italiens du grand-duché de Toscane récemment annexé), de la cavalerie et de l'artillerie.
Quant à Gouvion-Saint-Cyr, il a déjà une brillante carrière derrière lui au service de la France. L'historien Charles Oman le décrit comme étant d'une « capacité de premier ordre ». Chef aux talents militaires reconnus et respecté par ses soldats, il est toutefois desservi par un caractère solitaire et distant qui ne lui attire guère leur sympathie, en plus d'être égocentrique et peu disposé à prêter assistance aux autres généraux en difficulté. L'inimitié que lui porte Napoléon l'a longtemps freiné dans son avancement et l'a empêché d'accéder plus tôt à des responsabilités plus étendues. Malgré ses relations difficiles avec l'Empereur, Gouvion-Saint-Cyr est élevé à la dignité de maréchal d'Empire en 1812. En attendant, il faut patienter jusqu'à la mi-septembre pour que les renforts qu'il commande se rassemblent dans le sud de la France tandis que l'insuffisance du train d'approvisionnement entraîne des retards supplémentaires. Le 5 novembre, le corps de Saint-Cyr franchit finalement la frontière des Pyrénées à proximité du fort de Bellegarde.
À cette période, le 7e corps compte six divisions d'infanterie, trois brigades de cavalerie et l'artillerie attachée. Un état de situation du 10 octobre indique un total de 42 382 soldats, auquel il faut cependant défalquer 1 302 hommes en mission détachée et 4 948 blessés ou malades. En outre, la 1re division de Chabran et la 2e division de Lechi ainsi que les brigades de cavalerie Bessières et Schwarz sont toujours bloquées avec Duhesme dans Barcelone. La 3e division commandée par Reille se compose du 32e léger, du 16e de ligne et du 56e de ligne à un bataillon chacun, de la 5e légion de réserve, des Chasseurs des Montagnes et du bataillon valaisan également à un bataillon, avec deux bataillons du 113e de ligne et quatre bataillons du régiment provisoire de Perpignan. Pour la 4e division du général Souham, les effectifs incluent le 1er régiment d'infanterie légère et le 42e de ligne à trois bataillons, deux bataillons du 7e de ligne et un bataillon de chaque du 3e léger et du 67e de ligne.
La 5e division de Pino, uniquement composée d'unités du royaume d'Italie, comprend le 1er léger, le 2e léger et le 6e de ligne à trois bataillons chacun, le 4e de ligne à deux bataillons et les 5e et 7e de ligne à un bataillon. Le général de division Louis François Jean Chabot commande la 6e division, la plus faible du 7e corps avec seulement deux bataillons du 2e régiment d'infanterie de ligne napolitain et un bataillon des Chasseurs des Pyrénées orientales. La brigade de cavalerie sous le commandement du général de brigade Jacques Fontane regroupe deux régiments de chasseurs à cheval italiens, le 7e et le régiment Royal. À cet ensemble s'ajoute le 24e régiment de dragons français qui opère indépendamment du reste des troupes. En termes d'effectifs, la division Reille compte 4 612 hommes, celle de Souham 7 712, celle de Pino 8 368 et celle de Chabot 1 988. La cavalerie aligne 1 700 sabres ; quant à l'artillerie, elle est servie par 500 canonniers environ.

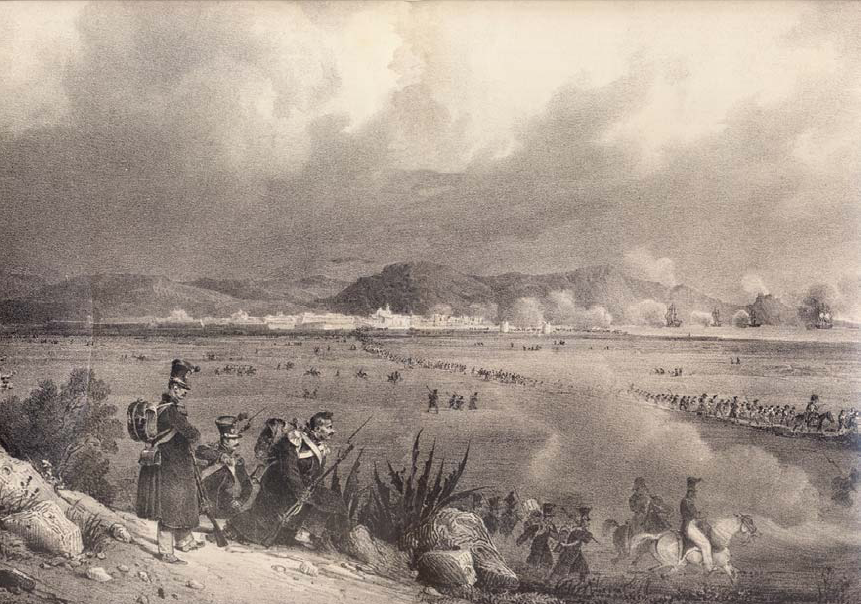
Le siège de Roses par les troupes françaises, du 7 novembre au 5 décembre 1808.

Lors de sa prise de commandement, Gouvion-Saint-Cyr reçoit ses ordres de Napoléon en personne. L'Empereur lui assigne la levée du blocus de Barcelone comme objectif principal de sa campagne, mais lui laisse carte blanche dans la façon de mener à bien les opérations. À Barcelone, Duhesme est toujours dans une situation critique. Il peut encore espérer tenir jusqu'à la fin du mois de décembre, après quoi ses troupes seront à court de nourriture. De son côté, Gouvion-Saint-Cyr a fait de la prise du port de Roses une priorité. Le siège de la ville commence le 7 novembre et s'achève avec la reddition de la place le 5 décembre, mais sa résistance a retardé d'un mois les opérations ultérieures et coûté aux Français 1 000 tués, blessés ou morts de maladies.
Roses tombée, Gouvion-Saint-Cyr est désormais libre de concentrer ses efforts autour de Barcelone. Après avoir ordonné à Reille de tenir Figueras et Roses et de protéger les voies de communications avec la France, le général en chef dispose de 1 500 cavaliers et de 15 000 fantassins, soit un total de 26 bataillons articulés en trois divisions. Un premier obstacle de taille se dresse face à lui : la forteresse de Gérone, implantée au beau milieu de la route que doivent emprunter les Français. Gouvion-Saint-Cyr sait qu'un siège en règle est hors de question, car d'ici que ses troupes enlèvent la place, Barcelone criera famine. Une fois Gérone contournée, deux trajectoires s'offrent à lui. La première route qui longe la côte via Mataró étant obstruée et probablement sous le feu des canons de la Royal Navy, Gouvion-Saint-Cyr décide d'emprunter la route passant à l'intérieur des terres. Pour que son plan se déroule comme prévu, le commandant du 7e corps espère cacher à Vives ses véritables intentions aussi longtemps que possible afin de battre son adversaire en détail.

## L'offensive française
Le 9 décembre 1808, Gouvion-Saint-Cyr regroupe son armée sur la rive nord du fleuve Ter, en face de Gérone. Le jour suivant, il marche sur la ville en faisant mine de vouloir l'occuper, souhaitant par cette manœuvre inciter Álvarez de Castro et le marquis de Lazán à l'affronter en rase campagne. Les deux généraux espagnols déclinent toutefois prudemment l'offre. Le 11, Saint-Cyr renvoie son artillerie et son train d'approvisionnement sur Figueras et se dirige sur La Bisbal d'Empordà, où il fait distribuer à chaque soldat l'équivalent de quatre jours de rations et cinquante cartouches (sans compter un convoi de mules transportant un supplément de dix cartouches par homme). C'est là une décision extrêmement risquée pour le général français, qui ne peut ni demeurer trop longtemps dans les montagnes sous peine de condamner son armée à mourir de faim, ni disputer des batailles trop longues au risque de tomber rapidement à court de munitions. Le 12 décembre, les Franco-Italiens passent le col de la Ganga à proximité de Palamós, où ils bousculent une troupe de miquelets sous les ordres du Catalan Juan Clarós.
Le 13 décembre, l'armée de Saint-Cyr occupe la localité de Vidreres, non loin de la route côtière conduisant à Barcelone via Malgrat de Mar et Mataró. Le soir, les Impériaux peuvent apercevoir les feux de camp espagnols au nord et au sud. Saint-Cyr reçoit sur ces entrefaites la visite d'un contrebandier originaire de Perpignan qui lui apprend l'existence d'un passage reliant la route en bordure de la côte à celle circulant à l'intérieur des terres. Des recherches sont lancées le lendemain pour trouver ledit passage mais elles se révèlent infructueuses. Gouvion-Saint-Cyr décide alors de se mettre lui-même à la tête d'un petit groupe et parvient finalement à localiser l'endroit, non sans avoir manqué d'être capturé en chemin par les guérilleros. Le 15 décembre, l'armée franco-italienne se remet en marche à travers les collines et, dépassant la petite citadelle d'Hostalric, rattrape la route intérieure à Sant Celoni où une bande de partisans sous Milans est dispersée. En dépit de l'extrême fatigue de ses troupes, Saint-Cyr ordonne de pousser jusqu'au défilé de Trentapassos qu'il trouve inoccupé. Le soir venu, lui et ses soldats peuvent distinguer devant eux les feux de bivouac de l'armée espagnole toute proche.
La nouvelle de l'offensive de Saint-Cyr à travers les montagnes fait l'effet d'une bombe dans le camp espagnol. Vives dirige immédiatement sept bataillons sous le commandement de Reding, 5 000 hommes en tout, surveiller la route intérieure, tandis que Milans del Bosch avec 3 000 volontaires est chargé de bloquer la route sur la côte. Malgré les supplications de Caldagues qui le presse de mobiliser tous les hommes disponibles afin d'arrêter la marche de Gouvion-Saint-Cyr, Vives laisse  devant Barcelone 16 000 hommes pour maintenir le blocus. Simultanément, trouvant la corniche dégagée, Milans fait mouvement en direction de Sant Celoni mais est étrillé par l'armée impériale le 15 décembre. La nouvelle de cette affaire décide enfin Vives à prendre la tête d'un contingent de 4 000 hommes avec lequel il rejoint Reding à l'aube du 16 décembre après avoir marché toute la nuit. Le reste des troupes stationnées devant Barcelone — 12 000 hommes dirigés par Caldagues — continue à maintenir l'étau autour de Duhesme. Milans se trouve à l'est avec 3 000 hommes, récupérant de son échec du 15, alors que les 6 000 soldats du marquis de Lazán sont positionnés quelque part au nord. Vives, le commandant espagnol, n'a donc en tout et pour tout que 9 000 hommes seulement pour contenir la progression des 16 500 soldats de Gouvion-Saint-Cyr.

## Déroulement de la bataille
« Malgré la forte position de l'ennemi, il faut l'aborder en colonne, couper sa ligne par le centre, écraser ce point par la réunion de tous nos moyens, de tous nos efforts, et cela avec une célérité telle qu'il n'ait pas le temps de parer à cette attaque. »

— Le général Gouvion-Saint-Cyr avant la bataille de Cardedeu.

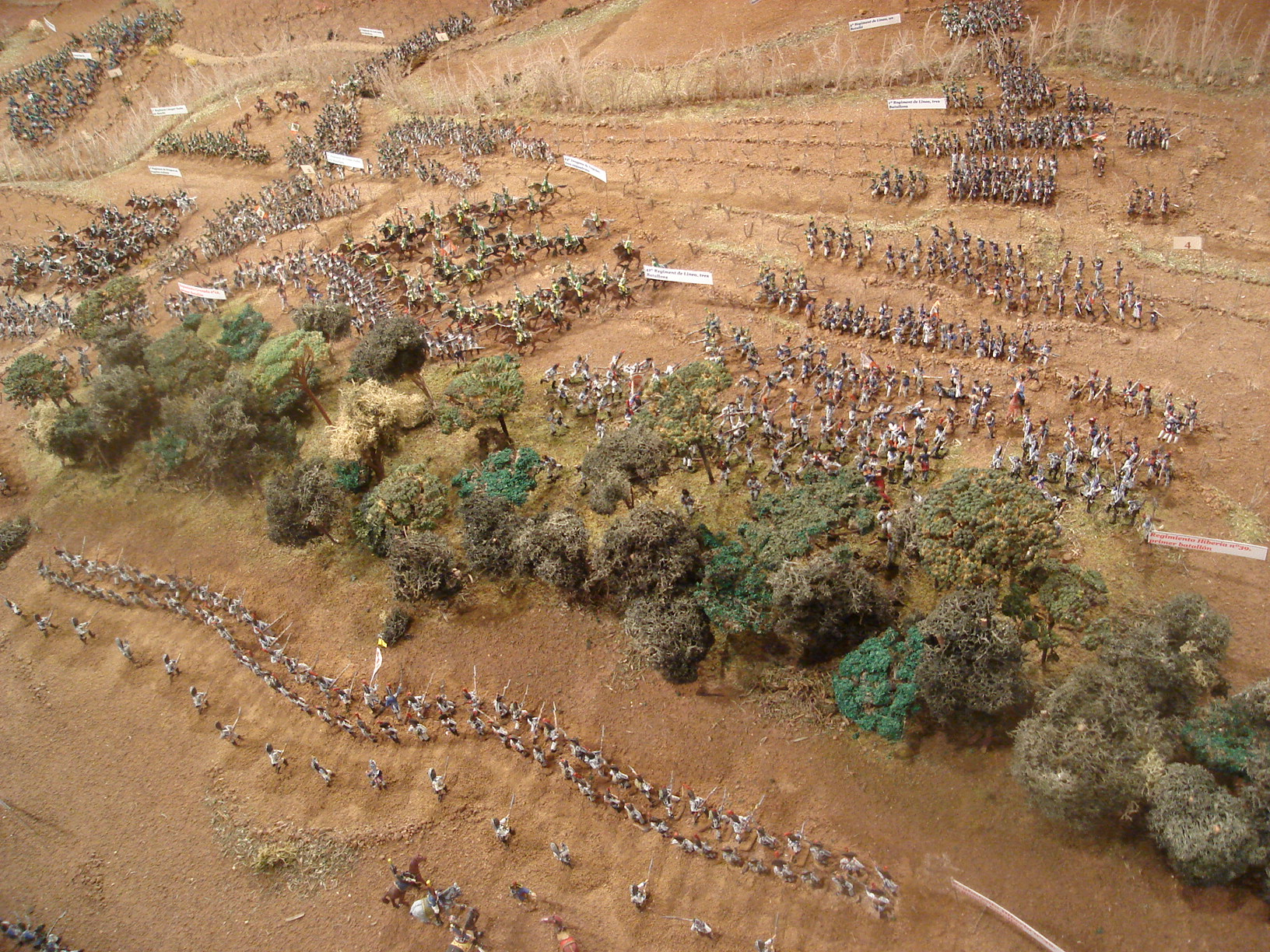
Maquette de la bataille de Cardedeu, exposée en 2009 dans le cadre de l'exposition Batalla de Cardedeu au musée Tomàs Balvey. Cette maquette montre le dispositif d'attaque en colonnes adopté par Gouvion-Saint-Cyr.

L'affrontement a lieu entre Llinars del Vallès à l'est et Cardedeu à l'ouest. Vives n'arrive sur les lieux qu'au matin du 16 décembre et n'a pas le temps d'organiser sa défense. Il se contente de déployer sa première ligne derrière un ruisseau — le Riera de la Roca — et sa deuxième ligne légèrement plus en hauteur en amont. La division Reding prend place sur l'aile droite, au sud, jusqu'à la rivière Mogent, tandis que Vives occupe le centre et l'aile gauche avec ses troupes catalanes. Une batterie de trois canons prend position sur une colline de manière à surplomber la route principale au centre, renforcée à gauche par une autre batterie de deux pièces. Deux canons s'ajoutent à la réserve en plus des deux bataillons d'infanterie et de deux escadrons du régiment de hussards Españoles qui la composent. À l'extrême-gauche se tiennent les miquelets de Vic. La morphologie du terrain, constitué essentiellement de champs labourés avec de nombreuses étendues de pins et de chênes, rend difficile l'observation des mouvements ennemis pour chacun des deux adversaires.
En face, Gouvion-Saint-Cyr sait que la nourriture et les munitions se font rares parmi ses troupes et que chaque minute qui passe permet à Lazán de se refermer un peu plus sur ses arrières. Laissant Chabot au défilé de Trentapassos avec trois bataillons, le général en chef décide d'enfoncer les lignes de Vives avec les 23 bataillons qui lui restent. La division italienne de Pino part à l'attaque la première, suivie par la division française de Souham. Saint-Cyr donne l'ordre à ses subordonnés de ne pas faire de prisonniers et interdit formellement à Pino de déployer ses unités en ligne, lui demandant au contraire de garder ses bataillons en colonne et d'écraser les lignes espagnoles avec l'impulsion de sa masse.

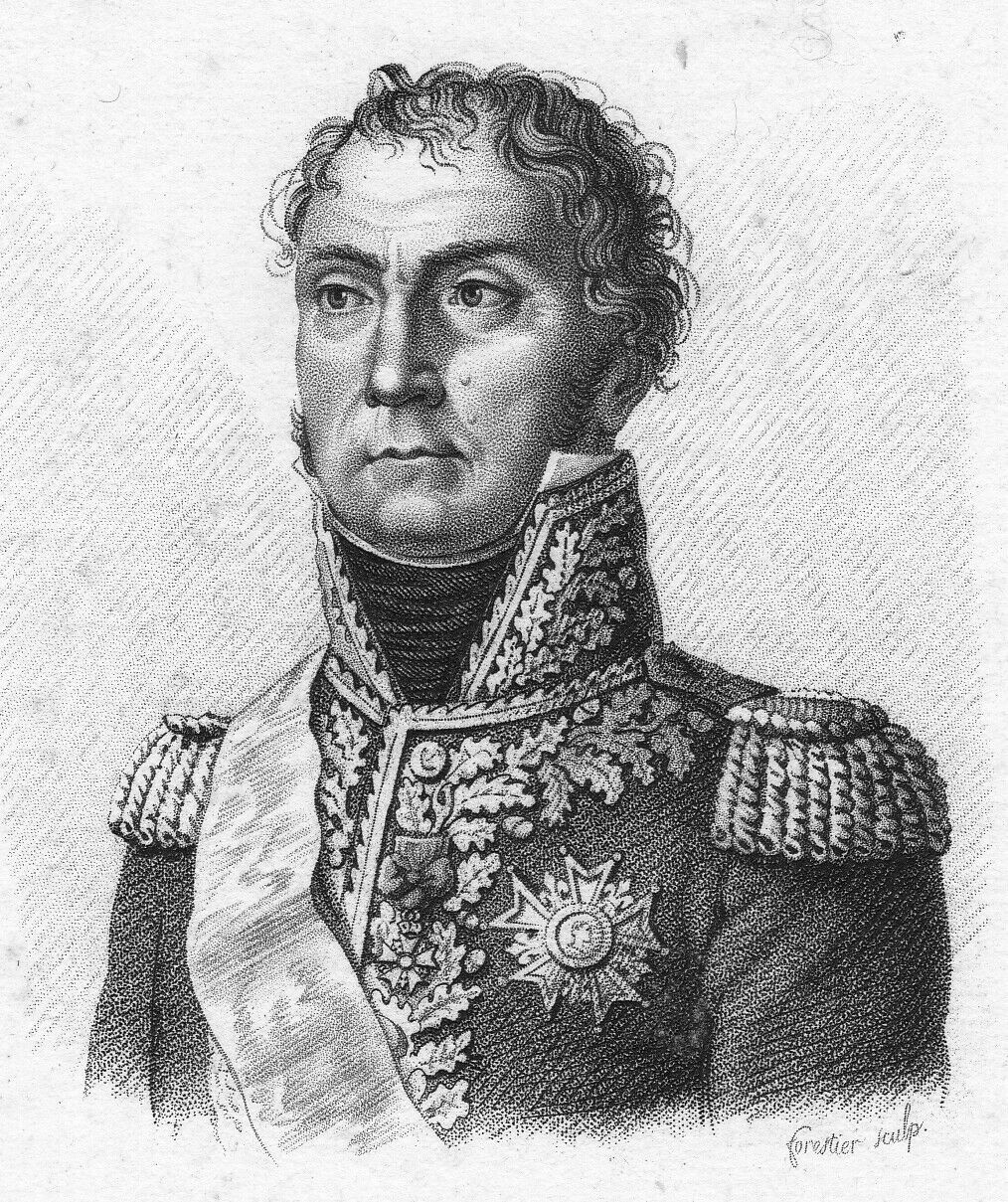
Le général de division Joseph Souham. Au cours de la bataille, sa division de vétérans culbute les lignes espagnoles.

La colonne de Pino s'avance sur le centre-droit de Vives, mais elle est bientôt soumise sur ses flancs au feu nourri des deux ailes espagnoles. Pino cède alors à la panique et envoie sur la droite un bataillon du 2e léger et un bataillon du 7e de ligne commandés par le général Fontane. À gauche, il déploie le brigadier Mazzucchelli avec les deux derniers bataillons du 2e léger et trois bataillons du 4e de ligne. L'attaque brise la première ligne espagnole mais bute sur la deuxième à mi-hauteur de la colline. Reding en profite pour jeter les hussards Españoles dans la mêlée et lancer une contre-attaque avec le reste de ses troupes, refoulant en désordre les Italiens de Mazzucchelli.
Gouvion-Saint-Cyr arrive à ce moment précis sur le champ de bataille pour assister à l'échec de la première attaque. Le général en chef dirige immédiatement sur sa gauche Souham et ses 10 bataillons avec mission d'assaillir l'aile droite de Reding. La deuxième brigade de Pino (formée des six bataillons du 1er léger et du 6e de ligne) reçoit l'ordre de foncer sur le centre espagnol tandis que sur l'aile gauche de Vives, Fontane continue de distraire l'ennemi avec ses deux bataillons. Les vétérans de Souham rangés en colonne percutent et rompent la fragile ligne de Reding. Dans le même temps, les Italiens de Pino font plier le centre ennemi. Alors que l'armée espagnole présente des signes de faiblesse, Saint-Cyr ordonne au général Carlo Balabio de charger sur la route principale avec sa cavalerie légère italienne. Cette dernière s'élance au galop et réussit à prendre la crête, ce qui entraîne un repli général du côté espagnol.
À l'issue des combats, les pertes de Vives s'élèvent à 1 000 tués ou blessés, 1 500 prisonniers, cinq pièces d'artillerie et deux drapeaux. De son côté, Gouvion-Saint-Cyr fait état de 600 hommes hors de combat, principalement dans les unités italiennes de Pino. Le général français, qui a dû intervenir personnellement dans le combat pour rallier ses soldats ébranlés, fait preuve en la circonstance, selon sa biographe Christiane d'Ainval, du « magnétisme d'un véritable chef — pouvoir que, d'ordinaire, on lui conteste pourtant ». Reding manque de peu d'être capturé alors qu'il tente de rallier ses soldats. Vives doit abandonner son cheval en s'échappant par les falaises et est recueilli par le HMS Cambrian qui le conduit à Tarragone. Milans arrive sur les lieux alors que la bataille est déjà achevée ; quant à Lazán, il ne s'est guère aventuré au-delà de Sant Celoni et, de fait, n'a pas eu maille à partir avec la division Chabot. Ayant eu vent de la défaite de Vives à Cardedeu, le marquis se replie finalement sur Gérone.

## Conséquences
À Barcelone, parallèlement à la bataille de Cardedeu, Caldagues repousse une sortie des troupes de Duhesme. Cependant, informé au cours de la nuit de la défaite de Vives, il abandonne le siège et rétrograde sur le Llobregat, laissant derrière lui à Sarrià d'importantes quantités de nourriture. Le 17 décembre 1808, les troupes de Gouvion-Saint-Cyr défilent triomphalement dans les rues de Barcelone. Saint-Cyr se plaindra plus tard de n'avoir reçu aucun mot de remerciement de la part de Duhesme. Ce dernier aurait même affirmé être en mesure de tenir encore six semaines de plus, ce à quoi Gouvion-Saint-Cyr aurait riposté froidement en produisant une copie d'une lettre de Duhesme réclamant une aide immédiate. La victoire française à Cardedeu ne met pas fin à la campagne pour autant : le 21 décembre, Gouvion-Saint-Cyr affronte une nouvelle fois Vives, Reding et Caldagues à la bataille de Molins de Rei.